# Buton
Buton (també Butung, Boeton o Button), és una illa d'Indonèsia situada al sud-est de la península de Cèlebes. Cobreix aproximadament 4.408 quilòmetres quadrats d'àrea, o aproximadament la mida de Madura; és la 129a illa més gran del món i la 19a més gran d'Indonèsia.

## Història

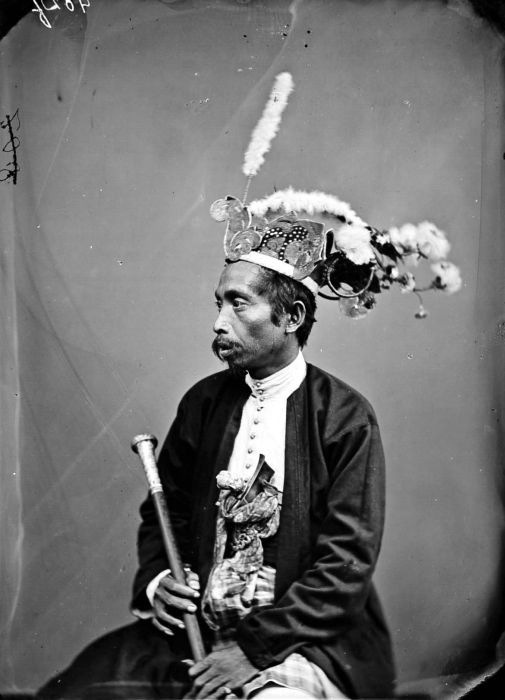
Primer ministre de Buton

A l'època precolonial, l'illa, llavors coneguda habitualment com Butung, estava dins de l'esfera d'influència del Sultanat de Ternate. Sobretot al segle xvi, Buton va servir com a important centre regional secundari dins de l'imperi Ternaten, controlant el comerç regional i cobrant tributs per ser enviats a Ternate.
El sultanat de Buton va governar l'illa del segle xiv al XX.
El sultà Murhum, el primer monarca islàmic de l'illa, és recordat amb el nom del port principal de l'illa, el port de Murhum, a Baubau.

## Geografia
La seva ciutat més gran és Baubau, on es parlen les llengües wolio i cia-cia. Les principals illes properes inclouen Wawonii (al nord), Muna i Kabaena (a l'oest) i Siumpu (al sud-oest). Les illes Tukangbesi es troben just a l'est on es parla Tukang Besi, i estan separades pel golf de Kolowana Watabo (Teluk Kolowana Watabo).
L' illa de Batuatas es troba al sud. També el Bouton Passage (com es coneixia a l'època anterior a la independència) va ser un important lloc de navegació entre illes del nord del mar de Flores.

## Ecologia
L'illa està coberta en gran part per la selva tropical i és coneguda per la seva vida salvatge. És un dels dos únics hàbitats de l'anoa, un tipus de búfal.

## Llengües

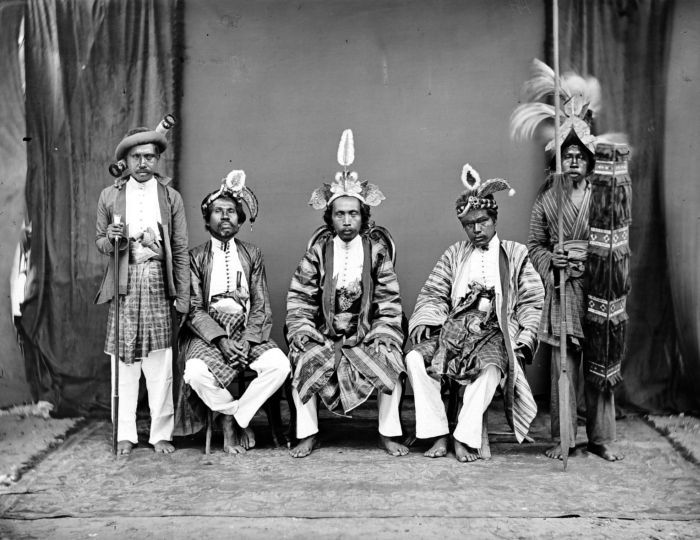
Retrat d'una delegació de Buton

Les llengües que es parlen a Buton inclouen wolio, cia-cia, diversos dialectes de Muna, Tukang Besi, Kumbewaha, Lasalimu, Kamaru, Pancana, Busoa, Taloki, Kulisusu i Kioko. L'indonesi, la llengua nacional d'Indonèsia, és també molt utilitzada i ensenyada a les escoles.
L'any 2009, la tribu Cia-Cia de la ciutat de Baubau va començar a utilitzar l'alfabet coreà hangul per a la seva llengua, basat en llibres de text creats per la Societat Hunminjeongeum, una societat lingüística de Seül., però el 2012 es va informar que l'adopció finalment va fracassar i s'ha abandonat.

## Economia
L'illa té una enorme reserva d'asfalt natural i molts altres minerals. L'asfalt de Buton es pot utilitzar com a modificador de betum, així com un substitut de l'asfalt de petroli. Com a resultat, l'asfalt natural es pot utilitzar per reduir la dependència dels recursos convencionals basats en fòssils.

## Administració
L'illa de Buton està dividida administrativament en cinc divisions administratives de segon nivell (Daerah Tingkat II): Ciutat de Baubau, Regència de Buton, Regència de Buton Sud (que inclou diverses illes més petites a l'oest i al sud de Buton), Regència de Buton Nord i (part de) Regència de Muna. Tanmateix, l'arxipèlag homònim s'administra sota quatre regències addicionals: la resta de la Regència de Muna, juntament amb la Regència Occidental de Muna, la Regència Wakatobi, la Regència Central de Buton (que no inclou cap part de l'illa Buton) i (part de) la Regència de Bombana.